# Райзер, Пол
Пол Ра́йзер (англ. Paul Reiser; род. 30 марта 1957 или 30 марта 1956, Нью-Йорк, Нью-Йорк) — американский актёр, комик, сценарист, композитор, писатель и телеведущий. Основатель продюсерской компании Nuance Productions. Занимает 77-е место в списке 2004 года «100 величайших стендап-комиков всех времён» по версии американского кабельного телеканала Comedy Central.

## Биография
Пол Райзер родился 30 марта 1957 года в Нью-Йорке в еврейской семье Сэма (оптовый продавец здоровой пищи) и Хелен (домохозяйка) Райзеров. В семье также было три дочери, сёстры Пола. Учился в школе англ. East Side Hebrew Institute, затем в высшей школе англ. Stuyvesant High School, потом окончил Бингемтонский университет по музыкальной специальности «Пианино, сочинение музыки». Учась в университете, выступал в университетском театре, на летних каникулах выступал как стендап-комик в нью-йоркских клубах, именно тогда Пол избрал себе будущую профессию.
Впервые на широком экране Райзер появился в 1982 году в фильме «Забегаловка», в том же году зрители впервые увидели его на телеэкранах в ленте The Toast of Manhattan. Основную известность Райзеру принёс телесериал «Без ума от тебя» (1992—1999), в котором он не только сыграл одну из главных ролей в 162 эпизодах, но также написал главную музыкальную тему к нему (совместно с Эндрю Голдом), сценарий к 161 эпизоду и спродюсировал 117 эпизодов. За этот сериал Райзер в течение нескольких лет подряд номинировался на различные кинопремии, включая «Эмми» и «Золотой глобус», а к концу последнего сезона его гонорар составлял до миллиона долларов за одну серию.
С 1987 года выступает как сценарист, с 1992 года как продюсер. В 1995 году был ведущим церемонии награждения премией «Грэмми», а в 1996 — Прайм-тайм премией «Эмми». В 2011 году выпустил собственное юмористическое шоу, было отснято семь выпусков, но в эфир вышли только два.
Пол Райзер является автором трёх эссе: Couplehood о взлётах и падениях в супружеских отношениях, Babyhood о своём первом отцовском опыте и Familyhood (2011, сборник юмористических эссе). Интересно, что Couplehood, напечатанная тиражом свыше двух миллионов экземпляров, начинается сразу со 145-й страницы.
21 августа 1988 года женился на психотерапевте Поле Раветс, у пары двое сыновей: Эзра Самуэль (род. 1995) и Леон (род. 2000). Двоюродный брат Пола Райзера — учёный-правовед, профессор нескольких университетов Ричард Эпштейн (род. 1943).

## Основные награды и номинации
С полным списком кинематографических наград и номинаций Пола Райзера можно ознакомиться на сайте IMDB
- Золотой глобус — с 1995 по 1998 год включительно четырежды номинировался в категории «Лучший актёр телесериала (комедия/мюзикл)» за роль в сериале «Без ума от тебя», но ни разу не выиграл награды.
- Прайм-тайм премия «Эмми» — с 1994 по 1999 год включительно шесть раз номинировался в категории «Лучший актёр главной роли в комедийном сериале» за роль в сериале «Без ума от тебя», но ни разу не выиграл награды.
- Награда от Broadcast Music, Inc. — в 1995, 1997 и 1998 годах трижды победил за музыку к сериалу «Без ума от тебя».
- Премия «Спутник» — в 1999 году номинировался в категории «Лучший актёр телесериала (комедия/мюзикл)» за роль в сериале «Без ума от тебя», но не выиграл награды.
- Премия Гильдии киноактёров США — с 1995 по 1998 год включительно четырежды номинировался в категории «Лучший актёр комедийного сериала» за роль в сериале «Без ума от тебя», но ни разу не выиграл награды.

## Избранная фильмография

### Актёр
- 1982 — Забегаловка / Diner — Моделл
- 1984 — Полицейский из Беверли-Хиллз / Beverly Hills Cop — детектив Джеффри Фридман
- 1986 — Чужие / Aliens — Картер Бёрк, один из руководителей компании «Вэйланд-Ютани»
- 1987 — Полицейский из Беверли-Хиллз 2 / Beverly Hills Cop II — детектив Джеффри Фридман
- 1987—1990 — Два моих отца[англ.] / My Two Dads — Майкл Тейлор (в 60 эпизодах)
- 1990 — Сумасшедшие люди / Crazy People — Стивен Бакман
- 1991 — Привычка жениться / The Marrying Man — Фил Голден
- 1992—1999 — Без ума от тебя / Mad About You — Пол Бакман (в 162 эпизодах)
- 1993 — Надежда семьи / Family Prayers — Дэн Линдер
- 1995 — Прощай, любовь / Bye Bye Love — Донни
- 1999 — История о нас / The Story of Us — Дейв, литагент (в титрах не указан)
- 2001 — Ночь в баре Маккула / One Night at McCool’s — Карл Хардинг, адвокат
- 2005 — Аристократы / The Aristocrats — камео
- 2005 — Всё о моей родне[англ.] / The Thing About My Folks — Бен Кляйнман
- 2009 — Приколисты / Funny People — камео
- 2013 — За канделябрами / Behind the Candelabra — адвокат Скотта Торсона
- 2014 — Одержимость / Whiplash — отец Эндрю
- 2014 — Если твоя девушка — зомби / Life After Beth — Ной Орфман
- 2015 — Защитник / Concussion — доктор Эллиот Пеллман
- 2016 — Война против всех / War on Everyone — лейтенант Джерри Стэнтон
- 2016 — Темнота / The Darkness — Саймон Ричардс
- 2016 — Книга любви / The Book of Love — Уинделл
- 2017 — Малые часы / The Little Hours — Иларио
- 2017 — Очень странные дела / Stranger Things — доктор Сэм Оуэнс
- 2018 — Романовы / The Romanoffs — Боб Исааксон
- 2022 — Пацаны / The Boys — Легенда (в эпизоде The Last Time to Look on This World of Lies)
- 2024 — Полицейский из Беверли-Хиллз: Аксель Фоули / Beverly Hills Cop: Axel F — детектив Джеффри Фридман

### Сценарист
- 1992—1999 — Без ума от тебя / Mad About You — 161 эпизод
- 2004 — Popeye's Voyage: The Quest for Pappy[англ.] (м/ф)
- 2005 — Всё о моей родне[англ.] / The Thing About My Folks

### Продюсер
- 1992—1999 — Без ума от тебя / Mad About You — 117 эпизодов, в том числе в 24 эпизодах (1996—1999) — исполнительный продюсер
- 2004 — Popeye's Voyage: The Quest for Pappy[англ.] (м/ф; исполнительный продюсер)
- 2005 — Всё о моей родне[англ.] / The Thing About My Folks

### Композитор
- 1992—1999 — Без ума от тебя / Mad About You — 162 эпизода (вступительная тема)